# Aureliana tomentosa
Aureliana tomentosa är en potatisväxtart som beskrevs av Sendt. Aureliana tomentosa ingår i släktet Aureliana och familjen potatisväxter. Inga underarter finns listade i Catalogue of Life.